# 3617 Eicher
3617 Eicher је астероид главног астероидног појаса чија средња удаљеност од Сунца износи 2,626 астрономских јединица (АЈ).
Апсолутна магнитуда астероида је 12,0.